# Хатторі Тосіхіро
Хатторі Тосіхіро (яп. 服部 年宏, нар. 23 вересня 1973, Сідзуока) — японський футболіст.

## Виступи за збірну
1996 року дебютував в офіційних матчах у складі національної збірної Японії. Відтоді провів у формі головної команди країни 44 матчі.

## Статистика виступів
| Збірна Японії | Збірна Японії | Збірна Японії |
| Роки          | Ігри          | голи          |
| ------------- | ------------- | ------------- |
| 1996          | 1             | 0             |
| 1997          | 1             | 0             |
| 1998          | 5             | 0             |
| 1999          | 5             | 0             |
| 2000          | 12            | 1             |
| 2001          | 11            | 1             |
| 2002          | 5             | 0             |
| 2003          | 4             | 0             |
| Усього        | 44            | 2             |

## Титули і досягнення
- У складі збірної:
  - Чемпіон Азії: 2000
- Клубні:
  - Чемпіон Японії: 1997, 1999, 2002
  - Володар Кубка Імператора: 2003
  - Володар Кубка Джей-ліги: 1998
  - Володар Суперкубка Японії: 2000, 2003, 2004
  - Клубний чемпіон Азії: 1999
  - Володар Суперкубка Азії: 1999
- Особисті:
  - у символічній збірній Джей-ліги: 2001